# Loir-et-Cher
Loir-et-Cher (IPA: [ˌlwaʁeˈʃɛʁ]) a 83 eredeti département egyike, amelyeket a francia forradalom alatt 1790. március 4-én hoztak létre.

## Elhelyezkedése
Franciaország középső részén, Centre-Val de Loire régiójában található megyét északról Eure-et-Loir, északkeletről Loiret, délkeletről Cher, délről Indre, délnyugatról Indre-et-Loire, nyugatról Sarthe megyék határolják.

## Települések
A megye legnagyobb városai 2011-ben:
| Település            | Népesség |
| -------------------- | -------- |
| Blois                | 46 390   |
| Romorantin-Lanthenay | 17 027   |
| Vendôme              | 16 920   |

## Galéria

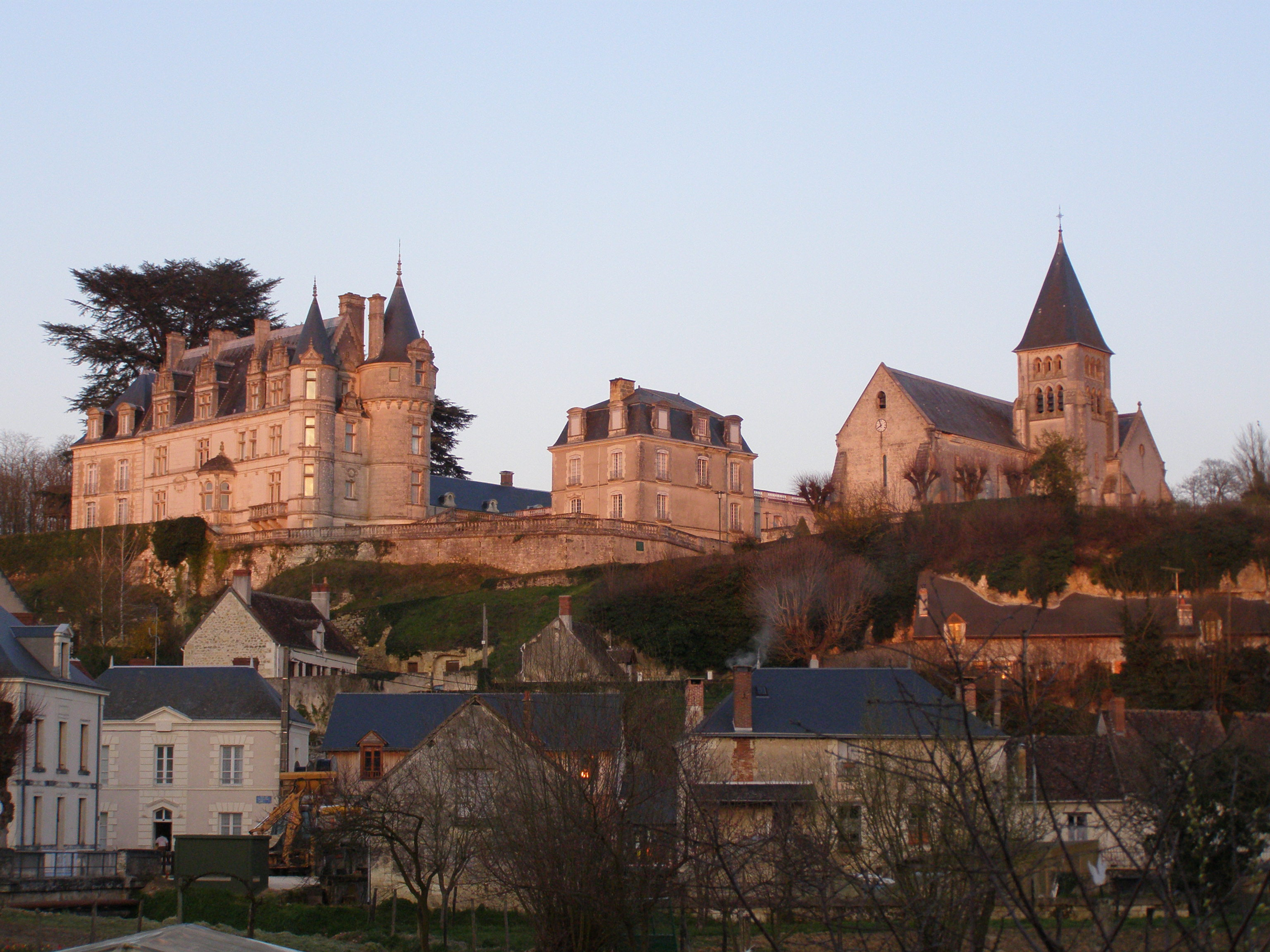
Chateauvieux-kastély